# Прикули (Прейльский край)
При́кули (латыш. Prīkuļi) — населённый пункт в Прейльском крае Латвии. Административный центр Саунской волости. Находится у региональной автодороги P62 (Краслава—Прейли—Мадона). Расстояние до города Прейли составляет около 12 км. По данным на 2018 год, в населённом пункте проживало 224 человека.

## История
В советское время населённый пункт носил название Приекули и был центром Саунского сельсовета Прейльского района. В селе располагалась центральная усадьба колхоза «Саркана аусма» (с латыш. — «Красная заря»).